# Hollingworthit
Hollingworthit ist ein relativ selten vorkommendes Mineral aus der Mineralklasse der „Sulfide und Sulfosalze“ mit der idealisierten chemischen Zusammensetzung RhAsS und damit chemisch gesehen ein Rhodium-Arsen-Sulfid.
Hollingworthit kristallisiert im kubischen Kristallsystem und findet sich meist in Form kleiner, idiomorpher bis unregelmäßiger Körner bis etwa 40 μm Größe, die eng mit rhodiumreichem und rhodiumfreiem Sperrylith und Geversit verwachsen sind. Das in jeder Form undurchsichtige (opake) Mineral zeigt auf den Oberflächen der auf polierten Flächen mittelgrauen, in Öl auch leicht bläulichen, Kristallite einen metallischen Glanz.

## Etymologie und Geschichte
Erstmals entdeckt wurde Hollingworthit in der Platinmine Driekop im Distrikt Sekhukhuneland etwa 25 km nordöstlich von Burgersfort im Bushveld-Komplex in Südafrika. Die Erstbeschreibung erfolgte 1965 durch Eugen Friedrich Stumpfl (1931–2004) und Andrew M. Clark. Sie benannten das Mineral nach dem damaligen Professor für Geologie am University College London (England) Sidney Ewart Hollingworth (1899–1966), um dessen Verdienste zur Erforschung der Geologie des Pleistozäns im Norden des Vereinigten Königreichs zu ehren.
Das Typmaterial des Minerals wird an der Mines ParisTech (englisch National School of Mines) in Paris aufbewahrt.

## Klassifikation
Bereits in der veralteten 8. Auflage der Mineralsystematik nach Strunz gehörte der Hollingworthit zur Mineralklasse der „Sulfide und Sulfosalze“ und dort zur Abteilung der „Sulfide mit [dem Stoffmengenverhältnis] M : S < 1 : 1“, wo er zusammen mit Irarsit die „Hollingworthit-Reihe“ mit der System-Nr. II/C.06c bildete.
Im Lapis-Mineralienverzeichnis nach Stefan Weiß, das sich aus Rücksicht auf private Sammler und institutionelle Sammlungen noch nach dieser alten Form der Systematik von Karl Hugo Strunz richtet, erhielt das Mineral die System- und Mineral-Nr. II/D.18-50. In der „Lapis-Systematik“ entspricht dies ebenfalls der Abteilung „Sulfide mit Metall : S,Se,Te < 1 : 1“, wo Hollingworthit zusammen mit Cobaltit, Gersdorffit, Irarsit, Jolliffeit, Kalungait, Milotait, Platarsit, Tolovkit, Ullmannit und Willyamit die „Cobaltit-Gruppe“ bildet (Stand 2018).
Die seit 2001 gültige und von der International Mineralogical Association (IMA) bis 2009 aktualisierte 9. Auflage der Strunz’schen Mineralsystematik ordnet den Hollingworthit dagegen in die neu definierte Abteilung der „Metallsulfide mit dem Stoffmengenverhältnis von M : S ≤ 1 : 2“ ein. Diese ist weiter unterteilt nach dem genauen Stoffmengenverhältnis und den in der Verbindung vorherrschenden Metallen, so dass das Mineral entsprechend seiner Zusammensetzung in der Unterabteilung „M : S = 1 : 2, mit Fe, Co, Ni, PGE usw.“ zu finden ist, wo es zusammen mit Changchengit, Cobaltit, Gersdorffit-P213, Gersdorffit-Pa3, Gersdorffit-Pca21, Irarsit, Jolliffeit, Kalungait, Krutovit, Maslovit, Mayingit, Michenerit, Milotait, Padmait, Platarsit, Testibiopalladit, Tolovkit, Ullmannit und Willyamit die „Gersdorffitgruppe“ mit der System-Nr. 2.EB.25 bildet.
Auch die vorwiegend im englischen Sprachraum gebräuchliche Systematik der Minerale nach Dana ordnet den Hollingworthit in die Klasse der „Sulfide und Sulfosalze“ und dort in die Abteilung der „Sulfidminerale“ ein. Hier ist er in der „Cobaltitgruppe (Kubische oder pseudokubische Kristalle)“ mit der System-Nr. 02.12.03 innerhalb der Unterabteilung „Sulfide – einschließlich Seleniden und Telluriden – mit der Zusammensetzung AmBnXp, mit (m+n) : p = 1 : 2“ zu finden.

## Chemismus
Der idealen (theoretischen) Zusammensetzung von Hollingworthit (RhAsS) zufolge besteht das Mineral aus Rhodium (Rh), Arsen (As) und Schwefel (S) im Stoffmengenverhältnis 1 : 1 : 1. Dies entspricht einem Massenanteil (Gewichts-%) von 49,030 % Rh, 35,695 % As und 15,275 % S.
Die Mikrosondenanalysen des Typmaterials aus der Driekop-Mine ergaben allerdings abweichende Gehalte von 30,8 % Rh, 32,6 % As und 13,9 S sowie zusätzlich 10,3 % Platin (Pt), 8,7 % Palladium (Pd) und 3,1 % Iridium (Ir), die einen Teil der originären Elemente vertreten (Substitution, Diadochie).
Bei der Analyse von Hollingworthitproben aus dem Putorana-Gebirge bei Norilsk im Norden der russischen Region Krasnojarsk zeigten sich ähnliche Abweichungen von 25,0 % Rh, 35,0 % As und 11,0 % S sowie zusätzlich 20,0 % Pt, 5,0 % Ir und 4,0 % Ruthenium (Ru).
Weitere Funde von Hollingworthit auf den zu Schottland gehörenden Shetlandinseln ergaben bei der Analyse eine Zusammensetzung von 47,62 % Rh, 37,02 % As und 14,99 % S sowie zusätzlich 0,56 % Eisen (Fe).
Aufgrund der signifikanten Anteile von Platin und Palladium als Vertreter von Rhodium wird in verschiedenen Quellen für die Zusammensetzung von Hollingworthit die Mischformel (Rh,Pt,Pd)AsS angegeben.
Hollingworthit bildet zudem mit Irarsit (IrAsS) eine lückenlose Mischkristallreihe, was ein Grund für den meist vorgefundenen Iridiumanteil in den analysierten Mineralproben sein kann.

## Kristallstruktur
Hollingworthit kristallisiert kubisch in der Pyritstruktur in der Raumgruppe Pa3 (Raumgruppen-Nr. 205) mit dem Gitterparameter a = 5,77 Å sowie vier Formeleinheiten pro Elementarzelle.

## Eigenschaften
Die Mohshärte von Hollingworthit beträgt 6,5 bis 7, was einer Vickershärte (VH, englisch VHN) von etwa 650–700 kg/mm2 bei einer Prüfkraft von 100 Gramm entspricht und höher ist als die von Sperrylith. Sein Reflexionsvermögen ist dagegen deutlich geringer als das von Sperrylith.

## Bildung und Fundorte
Hollingworthit bildet sich in Platin-Lagerstätten und findet sich unter anderem in Dunit-Schloten, geschichteten ultramafischen Intrusionen, Chromatiten und Cu-Ni-Sulfiderzen. Als Begleitminerale traten an seiner Typlokalität, der Driekop-Mine im Sekhukhuneland neben Sperrylith und Geversit, mit denen er dort eng verwachsen vorkommt, noch Erlichmanit, Iarsit und verschiedene Platin- und Eisenverbindungen wie beispielsweise der dort ebenfalls erstmals entdeckte Stumpflit (PtSb) oder die seltene natürliche Platin-Eisen-Legierung Tulameenit auf. Weitere bekannte Fundorte in Südafrika sind unter anderem verschiedene Gruben und Prospektionen in der Gemeinde Mokopane in der Provinz Limpopo, die Platinmetallgruben Onverwacht und Mooihoek Farm 255 KT in der Umgebung von Mashishing (bis 2006 Lydenburg) in der Provinz Mpumalanga sowie die Goldfelder im Witwatersrand.
Je nach Fundort können weitere Paragenesen auftreten wie beispielsweise Chalkopyrit, Cobaltit, Gersdorffit und Pyrrhotin in der Giant Mascot Mine bei Hope sowie am Grasshopper Mountain und an einer Seifenlagerstätte am Tulameen River in Kanada oder Braggit, Pentlandit, Pyrit und Gold-Silber-Legierungen im Stillwater-Komplex im Süden des US-Bundesstaates Montana.
Hollingworthit gehört zu den eher seltenen Mineralbildungen, die an verschiedenen Fundorten zum Teil zwar reichlich vorhanden sein können, insgesamt jedoch wenig verbreitet sind. Bisher sind lediglich etwas mehr als 130 Fundorte für Hollingworthit dokumentiert.
Der bisher einzige Fundort in Deutschland ist eine fluviale Seifenlagerstätte mit gediegen Gold und Platinmetallen an der Donau nahe Straubing in Niederbayern.
In Österreich fand sich das Mineral bisher nur als winzige Einschlüsse zusammen mit anderen Mineralen der Platingruppe in abgerundeten schwärzlichen Spinellen bei Wolfsbach in der Gemeinde Drosendorf-Zissersdorf in Niederösterreich sowie in Mineralproben aus dem ultramafischen Erzkörper, bestehend aus bestehend aus Dunit und Serpentinit, bei Kraubath an der Mur, in einer unbenannten Grube am Mitterberg und am Sommergraben in der Steiermarker Gemeinde Sankt Stefan ob Leoben.
Weitere Fundorte liegen unter anderem in Albanien, Argentinien, Äthiopien, Botswana, Brasilien, Bulgarien, China, Dänemark, der Elfenbeinküste, Finnland, Frankreich, Griechenland, Indien, Japan, weiteren Regionen Kanadas, der Demokratischen Republik Kongo, auf Kuba, in Madagaskar, Mexiko, Myanmar, Norwegen, mehreren Regionen Russlands, Serbien, Simbabwe, der Slowakei, Spanien und weiteren Bundesstaaten der USA.